# NGC 4704
NGC 4704 est une vaste galaxie spirale barrée relativement rapprochée et située dans la constellation des Chiens de chasse. Sa vitesse par rapport au fond diffus cosmologique est de 8 360 ± 16 km/s, ce qui correspond à une distance de Hubble de 123,3 ± 8,6 Mpc (∼402 millions d'al). NGC 4704 a été découverte par l'astronome germano-britannique William Herschel en 1787.
La classe de luminosité de NGC 4704 est II-III et elle présente une large raie HI. Elle renferme également des régions d'hydrogène ionisé. C'est une galaxie active de type Seyfert 2.
À ce jour, 21 mesures non basées sur le décalage vers le rouge (redshift) donnent une distance de 99,413 ± 23,729 Mpc (∼324 millions d'al), ce qui est à l'intérieur des valeurs de la distance de Hubble. Notons cependant que c'est avec la valeur moyenne des mesures indépendantes, lorsqu'elles existent, que la base de données NASA/IPAC calcule le diamètre d'une galaxie et qu'en conséquence le diamètre de NGC 4704 pourrait être d'environ 38,0 kpc (∼124 000 al) si on utilisait la distance de Hubble pour le calculer.

## Supernova
La supernova SN 1998ab a été découverte le 1er avril 1998 dans NGC 4704 par J.-y. Wei de l'observatoire astronomique de Pékin (BAO). Cette supernova était de type Ia.